# Il m'a appelée Malala
Pour plus de détails, voir Fiche technique et Distribution.
Il m'a appelée Malala (He Named Me Malala) est un film documentaire britannique réalisé par Davis Guggenheim, sorti en 2015. Il raconte l'histoire de Malala Yousafzai, une militante pakistanaise pour le droit à l'éducation pour les filles, qui a obtenu le Prix Nobel de la paix en 2014 pour son engagement. Il raconte l'attaque dont elle fut victime dans son bus scolaire en octobre 2012, attaque qui faillit lui coûter la vie et qui la poussa, après plusieurs mois de convalescence, à continuer son combat pour offrir aux filles de la vallée de la Swat (Pakistan), d'où elle est originaire, et à toutes les filles du monde l'accès à l'éducation. Le titre du film fait référence au nom que son père lui a donné, une référence à une héroïne pachtoune Malalai de Maiwand.

## Synopsis
Trois ans après l'attaque qui l'a laissée en partie sourde et paralysée d'une partie du visage, Malala Yousafzai raconte sa nouvelle vie en Angleterre, à Birmingham où sa famille est réfugiée depuis son attaque. On la suit dans la vie de tous les jours, dont celui où, pour son seizième anniversaire, elle prononce un discours devant l'Organisation des Nations unies. Davis Giggenheim a suivi son quotidien pendant dix-huit mois.

## Fiche technique
Sauf indication contraire, les informations mentionnées dans cette section peuvent être confirmées par la base de données cinématographiques IMDb,  présente dans la section « Liens externes ».
- Titre : Il m'a appelée Malala
- Titre original : He Named Me Malala
- Réalisation : Davis Guggenheim
- Scénario : basé sur le livre Moi, Malala de Malala Yousafzai
- Musique originale : Thomas Newman
- Photographie : Erich Roland
- Montage : Greg Finton, Brad Fuller, Brian Johnson
- Sociétés de production : Fox Searchlight Pictures
- Pays d’origine :  États-Unis,  Émirats arabes unis
- Langue originale : anglais
- Durée : 88 min
- Format : couleur - 1,85:1
- Genre : Documentaire
- Date de sortie :
  -  Royaume-Uni : 6 novembre 2015
  -  France : 26 mars 2016

## Autour du film
- Lors de sa diffusion en ourdou au Pakistan, le doublage est réalisé par la famille Yousafzai elle-même[3].
- Davis Guggenheim, le réalisateur, est également le journaliste qui publia le journal de Malala sur le site Internet de la BBC lorsqu'elle était âgée de douze ans[2].

## Récompenses
- Annie Awards de la Meilleure production animée en 2015[4]
- Golden Trailer Awards du meilleur documentaire en 2016[5]